# 小京都ミステリー
『小京都ミステリー』（しょうきょうとミステリー）は、1989年から2001年まで日本テレビ系「火曜サスペンス劇場」で放送されたテレビドラマシリーズ。全30回。主演は片平なぎさ。

## 概要
フリーライターの柏木尚子とカメラマンの山本克也が取材で訪れた、日本各地にある小京都と呼ばれる場所で起こる難事件を解決していく。
同じ事務所の所属でありながら、2時間ドラマの女王である片平なぎさと、同じく2時間ドラマの帝王である船越英一郎の2人の掛け合いが人気となり、2001年までに30作が製作された。
現在、BS日テレやCSのファミリー劇場で小京都ミステリーの再放送が行われている。
事件の核心にせまるトリックや証拠を見つけたり、犯人が分かった時などには2人が小さく拍手をしながら「お手柄お手柄」と言うのが恒例になっている。シリーズの前期ではレンタカーやタクシーなど異なる車で移動していたが、中期以降はスズキ・エスクードでの移動になっている。
最終作となる30作目は、火曜サスペンス劇場20周年にあたることからそのことを明記した特別オープニングになっている。また、タイトルの「エジプト・パピルス殺人事件」のごとく、もはや小京都とは遠く離れて、エジプトで事件に巻き込まれるというストーリー展開になっている。

## キャスト

### 主人公と相棒
柏木尚子（かしわぎ しょうこ）
演 - 片平なぎさ
フリーライター。当初は旅行雑誌の出版社である旅の友社に勤務。旅行雑誌にもかかわらずルポルタージュのような内容をとがめられ、半年間、編集デスクに回されていた。編集長から「小京都の女たち」という企画を提案され、以後、カメラマンの山本とともに各地を取材（第1作）。
萩南中学の卒業生（第3話）。妹（柏木直子）がおり第1作では東京で2人で暮らしていた。尚子が13歳のとき母が死亡、父は税務署に勤務する公務員であったが既に亡くなっている。
作中のナレーションも担当しており，冒頭に「わたくしことフリーライターの柏木尚子とカメラマンの山本克也は…」という言い回しから始まる台詞が恒例となっている。
血液型はAB型。
山本克也（やまもと かつや）
演 - 船越栄一郎（現・船越英一郎）
カメラマン。当初は旅の友社の写真部に所属し、「小京都の女たち」の企画にカメラマンとして参加。このシリーズ以後、カメラマンとして尚子とともに各地を取材。

### その他
柏木直子
演 - 松岡久美（第1作）、伊藤美紀（第5作）
柏木尚子の実妹。父は第1作の4年前に直子の目の前で倒れ心筋梗塞で亡くなっている。

### ゲスト
第1作「小京都連続殺人事件」（1989年）
- 冬木百合（京香堂の営業） - 中村明美
- 立花杏子（カメラマン） - 朝比奈順子
- 旅館「杉の井」若女将 - 山村紅葉
- 松村加代（和彦と百合の親代わり） - 根岸明美
- 漆太郎（漆不動産 社長） - 玉川良一
- 漆信夫（漆株式セミナー 社長） - 伊藤克
- 京香堂の番頭 - 河合絃司
- リポーター - 木ノ葉のこ
- 木下朱美（偽女子大生・偽名「風間エミ」） - 岸加奈子
- 久美（彫刻師） - 樋口しげり
- 岡弥一郎（製材会社社長・婿養子で旧姓「漆」） - 山崎満
- 冬木和彦（百合の兄・3年前から行方不明） - 正城慎太郎
- 刑事 - 長沢大
- 三村（杏子の不倫相手） - 中丸新将
- 大崎（アパート「洛南荘」の入居者） - 青木和代
- ホテル従業員 - 中村由起子
- 農家の夫妻 - 谷津勲、中沢敦子
- 久美の師匠 - 村上幹夫
- 冬木（和彦と百合の父・15年前死亡） - 須永慶
- 上村（旅の友社 編集長） - 中尾彬
- 松岡久美、江波賢司、須永慶、ただのあつこ、中村祐子、長谷川樹子、吉田誠、大内薫、山田博行、斉藤茂

第2作「飛騨高山連続殺人事件」（1990年）
- 元木正彦（イベント屋・柏木尚子の元恋人） - 加納竜
- 篠田志麻（象山の妻） - 岡まゆみ
- 浜口弦洋（陶芸家） - 内田勝正
- 刑事 - 及川ヒロオ
- 茶道「深山千家」家元 - 佐竹明夫
- 編集長? - 秋間登
- 乾（自宅の蔵から壺が出た旧家の男性） - 河合絃司
- 冒頭の古美術商 - 相馬剛三
- 片桐令子（西条の秘書） - 斉藤智美
- 田所藤右衛門（象山の師匠） - 村上冬樹
- 乾とよ（乾の妻） - たうみあきこ
- 犬と散歩中の女性 - 沢柳廸子
- 篠田象山（陶芸家） - 森本レオ
- 堂本一郎（日本美術界の重鎮） - 内藤武敏
- 西条義夫（美松デパート 専務） - 石立鉄男
- 神山卓三、村上幹雄、栗原敬、船戸健行

第3作「津和野・萩殺人事件」（1991年）
- 中森慎一（建築家・柏木尚子の萩 南中学時代の2学年先輩） - 金田賢一
- 工藤興産 主任 - 三谷昇
- 亀井烈 - 三上伸行
- 田中（長門警察署 刑事） - 広瀬昌助
- 遠山一也（建築家・慎一の中学時代からの親友） - 山口真司
- 大原（長門警察署 警部） - 大門正明
- 三谷真紀子（OL） - 河合真希
- 平松慎吾、荒木優騎、山下伸二、松山照夫、小山武宏、不破達也、加藤治

第4作「京都山口殺人旅行」（1991年）
- 畑中信一（KOSUMOS物産 部長） - 堀内正美
- 名木陽子（信一の恋人） - 永光基乃
- 山川みどり（大介と麗子の娘） - 山村紅葉
- 田中努（山川麗子の兄） - 上野旬也
- 轟（KOSUMOS物産 専務） - 平野稔
- みどりの友人 - ビアンカ アレン
- 山川大介（KOSUMOS物産 常務・柏木尚子の亡父の友人） - 柳生博
- 若山幸子、秋間登、速見しんご、佐伯玲子、吉田幸紘、真田勢津子、小谷野啓、野口寛、兼重美紀子、田村元治

第5作「奥飛騨三寺まいり殺人事件」（1992年）
- 香坂美子（ファッションコーディネーター） - あめくみちこ
- 田崎次郎（ホテルの専務） - 下塚誠
- 野村（西東京大学病院 院長） - 平野稔
- （古川警察署 捜査係長） - 大林丈史
- 三嶋屋 店主（ロウソク職人） - 荒木優騎
- （飛騨ハイランドホテル 支配人） - 北原弘一
- 藤枝早苗（岐阜第一総合病院 元看護婦） - 三沢明美
- 早苗の母 - 草村礼子
- 大西甲一（写真家・1年前に飛騨高山で消息を絶つ） - 清水健太郎
- 永野ゆき乃、野間洋子、姫嶋りな、北村昌子、山口健三、伊落卯木、赤塚広人、五十嵐美穂子、神田瀧夢、志水季里子、新井敏也、桑田誠、佐藤孝輔、山田容子、蒲和也

第6作「会津涙橋殺人事件」（1992年）
- 中田道子（虎之助の次女・若松城の職員） - 市川翔子
- 野崎正彦（虎之助の教え子・居酒屋店主） - 宮崎達也
- 笹井一郎（虎之助の教え子） - 宮田恭男
- 笹井伸子（一郎の妻・清川の妹） - 若山幸子
- 松本竜二（虎之助の教え子・松本金融 社長） - 竹田巧
- 坂上庄助（虎之助の教え子） - 神田瀧夢
- 坂上民子（庄助の妻） - ペコちゃん
- 清川良平（山本克也の写真学校時代の友人） - 藤野晃
- 野崎ハルエ（野崎の妻・居酒屋女将） - 長坂しほり
- 路上で野菜を売っているおばさん - 阿部光子
- 滝沢医院 院長 - 相馬剛三
- 警視庁西新宿警察署 刑事 - 野口寛
- 中田竹子（虎之助の長女・2か月前死亡） - 池上真知
- 流し - 香田晋
- 中田虎之助（喜多方西中学校 国語教師） - 高橋悦史
- 岩城和男、南雲克弘

第7作「薩摩恋人形殺人事件」（1992年）
- 中村静（敏夫の祖母） - 上月左知子
- 中村雅彦（茶農家・敏夫の父） - 大石吾朗
- 中村敏夫（本坊酒造 工員・由美子の恋人） - 斉藤隆治
- 田辺由美子（バスガイド） - 吉野真弓
- 岡本民江（静の幼馴染） - 緋多景子
- 遠山一郎（白タク運転手） - 福田健次
- 木崎（簡易宿泊所「南国ホテル」経営者・婿養子） - 江藤漢
- 川村（薬売り） - 大木聡
- さよ（静の付き人・故人） - 森康子
- 清水（鹿児島北警察署 警部） - 夏夕介
- 鈴木征一（本坊酒造 工員・本名「永井正一」） - 大木実
- 藤山律子、南雲克弘
- 松井龍二、阿部高志、木村佐知子、柿原緑、大野将来、星川哲也、塗木末弘

第8作「北海慕情殺人事件」（1993年）
- 竹沢冬美（徹の妻） - 麻丘めぐみ
- 竹沢一平（徹と冬美の息子・10歳） - 根本卓哉（子役）
- 大和田（船長） - 松山照夫
- 金木隆一（金木水産 社長） - 下川辰平
- 水上竜次（銀行強盗犯・服役中） - 大門正明
- 大沢（新潟北警察署 刑事） - 清水健太郎
- 竹沢徹（漁師・3年前に蒸発） - 前田吟
- 住職 - 河合絃司
- 金木ハナエ（隆一の1人娘） - 若山幸子
- 松山（殺された男） - 野口寛
- 宮沢エツコ（「かもめ」のママ） - 風間舞子

第9作「出雲路天女伝説殺人事件」（1993年）
- 岡本伸江（仮出所中の女） - 山口果林
- 平田辰吉（足立美術館 警備員・元刑事） - 高松英郎
- 岡本恵（足立美術館 学芸員・伸江の娘・雄の妹） - 仁藤優子
- 三村和夫（倉吉北警察署 警部） - 中島久之
- 岡本雄（日本交通倉吉営業所 バス運転手・伸江の息子） - 松永博史
- 望月達夫（伸江の夫の兄・雄と恵の伯父） - 福田豊土
- 野崎一郎（野崎の息子・恵の婚約者） - 藤王満
- 野崎周平（野崎酒造店 店主） - 浅沼晋平
- 望月卓朗（達夫の息子・雄と恵のいとこ） - 前田淳
- 高木（伸江の保護司） - 五十嵐美恵子
- 三村あき子（平田の娘・三村の妻） - 青山雪菜
- 南雲克弘、浜村愛子、西美子、池田伸夫、長岡美穂子、福島剛史

第10作「安芸奥の細道殺人事件」（1993年）
- 川口伸夫（真木の父） - 横内正
- 川口真木（17歳の俳句少女） - 前田つばさ
- 田辺（萌木会 事務局長・柏木尚子の大学の先輩） - 堀内正美
- 永井達彦（果樹園主） - 睦五郎
- 萌木会の幹部 - 佐竹明夫
- 大岡富士夫（18年前の尾道の句会の選者） - 村上冬樹
- 永井（達彦の妻） - 久保田民絵
- 永井（達彦の息子・真木の友人） - 早川亮
- 高木（広島県警竹原警察署 警部） - 河原さぶ
- 野中彩子（真木の母・川口の元妻） - 二宮さよ子
- 平山青風（俳人） - 村井国夫
- 葡萄農家の青年 - 南雲克弘
- 納見俊三千

第11作「伊予夢芝居殺人事件」（1994年）
- 水戸部愛（小山の娘） - 伊藤つかさ
- 山内時枝（柿本の娘） - 辻沢杏子
- 岡村浩介（うどん屋の主人・元旅芸者） - 相馬剛三
- 佐竹（次郎の母） - たうみあきこ
- 水戸部錦四郎（愛の息子） - 山田侑磨
- 佐竹次郎（宇和島信用金庫吉田支店 係長・元旅芸者） - 大門伍朗
- 柿本源太郎（元旅芸者の座長） - 小林昭二
- 中井一夫（元旅芸者） - 江角英明
- 滝口（香川県警琴平北警察署 警部） - 菅貫太郎
- 小山錦四郎（元旅役者） - 菅原文太
- 田所千鶴子、尾崎節子、南雲勝
- 水上竜士、窪田ひろ子、梶谷治夫、山中潤一、福島剛史、守田克敏、阿部謙一、浜村京子、永田逸夫、山口勝也、松本悦郎、中田久二夫

第12作「みちのく酒田殺人事件」（1994年）
- 戸川玲子（陽平の同棲相手） - 大沢逸美
- 沼田正司（吾一の次男・米農家） - 緒形幹太
- 沼田ミチコ（吾一の妻） - 亀井光代
- 狭山（「池内」を名乗る偽刑事・取立屋） - 菅田俊
- 沼田陽平（吾一の長男） - 青島健介
- 沼田早苗（吾一の娘・舞妓） - 坂井順子
- 大川（酒田警察署 警部） - 田嶋基吉
- 沼田（吾一の母） - 磯村千花子
- 斎藤高明（陽平の幼馴染・酒造会社専務） - 渡辺成紀
- 出羽神社の神職（高明の修行の世話人） - 河合絃司
- 染谷（狭山の部下） - 金子由之
- 西新宿署刑事 - 福島剛史
- 池内（西新宿署 刑事） - 朝倉一
- 酒造会社社員 - 南雲克弘
- 沼田吾一（米農家） - 長門裕之

第13作「豊後路石仏殺人事件」（1995年）
- 高木和代（ホテルあしや 仲居・利夫の妻） - 音無美紀子
- 高木幸子（印刷所従業員・利夫と和代の娘） - 濱田万葉
- 金子小百合（高木医院 元看護婦・旧姓「平林」） - 奥田佳子
- 鈴木邦彦（幸子の同僚） - 佐伯太輔
- 山崎龍次 - 久保田篤
- 雀荘の主人 - 牧冬吉
- 高木キヌ（利夫の母） - 大路三千緒
- 加賀友子（高木医院 元看護婦） - 永光基乃
- 弘庵和尚 - 森山潤久
- 古園石仏群にいた女性 - 坂井寿美江
- 堀井（印刷所の社長） - 鈴木泰明
- のぶ子（ホテルあしや 仲居） - 溝口順子
- 倫戒・高木利夫（修行僧・高木医院 元院長） - 高橋幸治

第14作「山陰但馬殺人事件」（1995年）
- 栗田しのぶ（美幸の母） - 余貴美子
- 栗田美幸（4歳） - 安積玲奈
- 中易裕一（中易酒造 社長・しのぶの元夫） - 田中隆三
- 佐野彩子（デザイナー） - 芦川よしみ
- 佐野邦江（彩子の母） - 北村昌子
- 斉藤昌代（ホテルブルーきのさき 仲居） - ただのあっ子
- 河村（そば屋 店主） - 車だん吉
- 坂井（城崎警察署 刑事） - 山本紀彦
- 中易孝子（裕一の母・しのぶの元姑） - 南田洋子
- 児島（しのぶの客・漁師） - 掛田誠
- 西沢（しのぶの客・駅前の土産物屋） - 城後光義
- 笠原（カラオケスナック「あす香」のマスター） - 山口嘉三
- 吉田（やくざ・彩子の男） - 福田健次
- 町立史料館の館長（元教師） - 平松慎吾
- 井上産婦人科医院の看護婦 - 沢柳迪子
- 堀川妙子、今井沙央里、山本好美

第15作「大和路くみひも殺人事件」（1995年）
- 藤村夕紀（くみひも工芸家） - 友里千賀子
- 高橋明子（松澤家の新家政婦） - 泉本のり子
- 松澤鋭子（実業家） - 大塚良重
- 広瀬武（松澤鋭子の運転手） - 松下一矢
- 広瀬奈美（武の姉・スナック「蘭」ママ） - 星遙子
- 松澤雅夫（鋭子の夫） - 木下浩之
- 邦江（松澤家の家政婦） - 大方斐紗子
- アパート大家 - 正司照枝
- 藤村茜（夕紀の娘） - 矢部桃子
- 長尾（伊賀上野警察署 刑事） - 浜田光夫
- 藤村耕平（夕紀の夫） - 永島敏行
- ノブコ（伊賀くみひもセンター職員） - 絵沢萌子
- 茜の担当看護婦 - 松原ひろの
- 湯口和明
- 麻生エリカ、佐藤リナ、山内勉、矢部桃子、福山龍次、南雲勝

第16作「みちのく角館殺人事件」（1996年）
- 早坂冴子（信次の妻） - 佳那晃子
- 今泉宗六（岩手県警 警部補） - 平泉成
- 守屋慶吾（老舗工芸社 社長） - 石田太郎
- 早坂信次（樺細工職人・朝子の弟） - 江藤潤
- 早坂香織（信次と冴子の娘） - 武田恵子
- 西村真理子（安比高原牧場 従業員） - 鍵本景子
- 早坂俊（信次と冴子の息子・香織の弟） - 長瀬優秀
- 守屋史佑（守屋の養子・2年前事故死） - 源啓介
- 守屋朝子（守屋の妻） - 木村夏江
- 藤木公介（藤木伝四郎商店 店主） - 野村昇史
- 岩手県警 課長 - 山西道広
- 岩手県警 刑事 - 加藤満
- 金子ゆり（守屋の2番目の養子の母） - 井原由希
- 大木（守屋家の家政婦） - 三谷侑未
- 滝田英央（真理子の婚約者・牧場作業員） - 樋口文哉
- 松井孝広、布志幸夫、福島剛史

第17作「肥前蛍の里殺人事件」（1996年）
- 増田恵美（陶芸家・柏木尚子の元後輩ライター） - 杉田かおる
- 綾小路いつか（少女漫画家） - 山下容莉枝
- 増田弦（陶芸家・恵美の夫） - 岡野進一郎
- 朝倉蛍子（冴子の高校時代の同級生・14年前自殺） - 菊池彩未
- 南雲冴子（陶器店社長） - 筒井真理子
- 望月（唐津警察署 係長） - でんでん
- 片岡健司（元教師・漁師） - 堀内正美
- 増田啓子（弦の母） - 柳川慶子
- 上野羊子（「週刊スイートピー」編集者） - 秋本奈緒美
- 中尾喜美子、山崎優子、宇野歩、木原隆盛、高橋康人、布志幸夫、出水修、田島信太

第18作「加賀百万石殺人事件」（1996年）
- 若松徳子（料亭「香林亭」女将） - 風祭ゆき
- 平沢正人（料亭「香林亭」板長） - 山賀教弘
- 工藤春樹（料亭「香林亭」料理人） - 中原丈雄
- 坂本浩輔（料亭「香林亭」板前見習い） - ヨースケ（窪塚洋介）
- 桔梗（東茶屋街の芸者） - 鳥越まり
- 豆奴 - 笹峰愛
- 神保雪子（花屋「花キューピット」店員・春に死亡） - 小林千香子
- 加藤（金沢東警察署 警部補） - 小倉久寛
- 桑島（金沢東警察署 刑事） - 菅原加織
- 中村長栄（和菓子屋「中村屋」隠居） - 下元勉
- 小杉久美子（和菓子屋「中村屋」店員・長栄の娘） - あづみれいか
- 小杉三郎（和菓子屋「中村屋」製造員・久美子の夫） - 宮崎達也
- 花屋「花キューピット」店主 - 幸田直子
- （雪子の母） - 池田道枝
- 鈴加明

第19作「奥信濃殺人事件」（1997年）
- 原田邦子（あかりの母・給食センター従業員） - 五十嵐めぐみ
- 丸山（長野南警察署 警部） - 石橋正次
- 三国竜造（晴美の父） - 石田太郎
- 三国晴美（高校教師・リレハンメルオリンピックのアルペンスキーの元候補選手） - 繁田知里
- 三国竜一（晴美の弟） - 倉田昇一
- 松波景子（クラブのママ・竜造の愛人） - 中上ちか
- 吉岡哲也（宿坊 宿主・川地の高校時代の先輩） - 秋間登
- 原田あかり（18歳の盲目の少女・先々週の土曜日に転落死） - 安藤あき子
- 三国玲子（晴美の母） - 久保田民絵
- （藤屋旅館 女将） - 谷口香
- クラブのママ - しみず霧子
- 川地健一郎（藤屋旅館 従業員・元競輪選手） - 三浦浩一
- 磯村千花子、橋本菊子

第20作「肥後人吉殺人事件」（1997年）
- 村口雅子（深野酒造 従業員・室戸と再婚し離婚した女の連れ子） - 小林綾子
- 深野朋美（深野酒造 女将・柏木尚子の大学時代の友達） - 白石まるみ
- 室戸信助（室戸の息子・1か月前服毒自殺） - 斉藤隆治
- 三浦由香（ホステス・信助の元同棲相手） - 高橋里華
- 立花功二（立花不動産 社長） - 中丸新将
- 室戸吾助（酒と博打にのめり込んでいた男） - 脇坂奎平
- （クラブ「サガン」ママ） - 小川美那子
- 黒田（二日町交番 巡査長） - 菅原大吉
- （釜田醸造店） - 佐原健二
- （鍋屋旅館 仲居） - 大原ますみ
- 山田（立花の土地ブローカー仲間） - 福島剛史
- 岩倉（人吉警察署 警部補） - ガッツ石松
- 森博之、金井良子、南雲勝

第21作「周防岩国殺人事件」（1997年）
- 小谷晴美（未亡人） - 神保美喜
- 露木麻里絵（巫女） - 大寶智子
- 露木八郎（バー「エリー」経営者・高利貸し・麻理絵の父） - 小沢象
- 露木純一（麻理絵の弟） - 佐伯太輔
- ジョー・モズリー（アーミーショップのオーナー） - サムエル・エニング
- 小谷駿（晴美の息子） - 飯塚恭平
- 福島（岩国警察署 刑事） - 酒井敏也
- 金子浩二（バー「エリー」元マスター） - 若松武
- 藤島（岩国警察署 警部補） - 寺田農
- 竜崎秀次（植木職人） - 若林豪
- 大木史朗、山口杏子、南雲勝郎

第22作「津軽弘前殺人事件」（1998年）
- 長坂翔（弘前日報 記者・山本克也の友人） - 今井雅之
- 松戸幸四郎（弘前警察署 刑事） - 勝村政信
- 上田久美子（源三の孫娘） - 小林千香子
- 鈴木朱美（木崎クリニック 看護婦） - 長崎萌
- 上田直樹（久美子の弟） - 山崎裕太
- 桜井五郎（変質者） - 森一
- 木崎明（木崎クリニック 副院長・久美子の婚約者） - 右門青寿
- 樋口安男（リンゴ農家） - 水口邦夫
- 山岸（弘前警察署 刑事） - 南雲勝郎
- 田島源三（鳩笛職人） - 田村高廣
- 越村公一、谷山雄二朗、尾崎英二郎、村野友美

第23作「水郷柳川殺人事件」（1998年）
- 富田一枝（ブライダルコーディネーター） - 濱田万葉
- 樺島綾乃（丸川水産加工 事務員・高士の婚約者） - 吉野公佳
- 松下高士（柳川警察署警ら課） - 田中実
- 尾崎哲夫（借金の取り立て） - 中西良太
- 大山（柳川警察署 警部補） - 有福正志
- 今野雄一（有明開発事業団 理事） - 黒部進
- 岡村久子（一枝の高校時代の同級生） - 諸江みなこ
- 樺島フミ（綾乃の祖母） - 磯村千花子
- 樺島ユキ（綾乃の母・故人） - 上原由恵
- 丸川康夫（丸川水産加工 社長） - 新克利
- 富田ハナ（一枝の母） - 南田洋子
- 富田政太郎（一枝の父・失踪中） - 長門裕之
- 南雲勝郎、木村翠、由起艶子

第24作「吉備津鳴釜殺人事件」（1998年）
- 相田啓介（刀工・杉田の二番弟子） - 羽場裕一
- 夏木（津山警察署 刑事） - 村野武範
- 高橋真理（宗純の娘） - 緒沢凛
- 喜多見百合子（喜多見の前妻・杉田の娘・昨年死亡） - 木村理恵
- 加島安代（喜多見の内縁の妻） - 秦由香里
- 高橋宗純（骨董品店 店主） - 江藤漢
- 野辺朝子（長法寺住職の妻） - 元井須美子
- ホテルのバーテンダー - 青木堅治
- 青木（鯉喰亭 主人） - 桂小金治
- 喜多見史郎（刀工・杉田の一番弟子） - 加納竜
- 杉田源一郎（刀工） - 大木実
- パチンコ店の店員 - 南雲勝郎
- 質屋（骨董品店の客） - 水口てつ

第25作「越中落人伝説殺人事件」（1999年）
- 園山敏夫（弓枝の恋人） - 松村雄基
- 高畑信介（県議会議員候補者） - 高橋長英
- 川島弓枝（彫金作家） - 古柴香織
- 松崎晃一（大牧温泉観光旅館 支配人） - 塙恵介
- 西岡卓次（守衛・越中佐倉出身） - 丸岡奨詞
- 田中春彦（相川の幼馴染・前科八犯） - 山口嘉三
- 水谷登（越中佐倉出身・故人） - 福島剛史
- 富山県観光地ガイド嬢 - 服部幸子
- 上村正三（越中佐倉出身・故人） - 中山克己
- 上村正三の妻 - 木村翠
- 水谷登の知人 - 飯田和平
- 弘子（看護婦・相川光生の内縁の妻） - 落合るみ
- 松崎晃一の妻 - 芦沢孝子
- 井波署刑事 - 小谷野啓
- 川島伸子（弓枝の母） - 山口果林
- 相川光生（弓枝の父・消息不明） - 夏八木勲

第26作「豊後一子相伝殺人事件」（1999年）
- 和泉幸恵（和泉の妻・恵子と高志の母） - 高林由紀子
- 和泉高志（和泉の息子） - 川端竜太
- 羽野信一（和泉の弟子） - 海部剛史
- 池田史郎（和泉の弟子） - 村上幸平
- 加藤恵子（日田市観光課 職員） - 長田江身子
- 林葉（日田警察署 刑事） - 日野陽仁
- 斎藤（日田警察署 刑事） - 山西惇
- 乾多恵（姫達磨職人・恵子の叔母） - 渚まゆみ
- 姫野公平（池田の旧友） - 水野純一
- 橘勲（清流焼の窯元） - 平野稔
- 小鹿田古陶館 館長 - 草野裕
- 筋湯観光ホテル 仲居 - 築山万有美
- 雑貨屋（池田殺害現場の目撃者） - 南雲勝郎
- 羽野の父 - 中村ジョー
- 池田の父 - 中谷良之
- 池田の母 - 原田由紀子
- 池田の実家の近所の女性たち - 森紀子、宮本たたみ、木本トモ子
- 和泉千治（小鹿田焼「和泉工房」十二代窯元・恵子と高志の父） - 前田吟

第27作「奥州三代嫁姑殺人事件」（2000年）
- 桜木一郎（和枝の息子・ゴルフのレッスンプロ） - 神田正輝
- 島本宏一（島本物産 社長） - 鈴木ヒロミツ
- 桜木浩哉（一郎と由紀子の息子・和枝の手伝い） - 林家いっ平
- 桜木知美（浩哉の妻・和枝の弟子） - 及川麻衣
- 島本文子（島本の妻） - 音無美紀子
- 島本恒子（島本の母・入院中） - 三條美紀
- 山崎（水沢警察署 刑事） - 山田辰夫
- 白石（水沢警察署 刑事） - 宮崎達也
- 花巻クレジットビューロ 社長 - 秋間登
- キューポラの館 職員 - 南雲勝郎
- 桜木由紀子（一郎の妻・和枝の弟子） - 酒井和歌子
- 桜木和枝（桜木鉄器 第十二代当主） - 池内淳子

第28作「長崎ビードロ殺人事件」（2000年）
- 椎名瑠璃（ビードロ職人・勇造の娘） - 国生さゆり
- 矢沢正之（笹岡ハタ店 ハタ職人・笹岡の弟子） - 尾美としのり
- 笹岡和枝（笹岡の妻） - 松本留美
- 河合滋子（河合の母） - 三ツ矢歌子
- 草薙（長崎県警 管理官） - 草野仁
- 笹岡陽介（笹岡と和枝の息子・高校生） - 青木堅治
- しまばら水屋敷の客 - 南雲勝郎
- 太田（菓子職人・勇造の元弟子） - 大塚よしたか
- ハタ職人 - 野村昇史
- 榎本（大浦警察署 刑事） - 中根徹
- （大浦警察署 刑事） - 赤間浩一
- 河合達夫（しまばら水屋敷の管理人・勇造の元弟子） - 萩原流行
- 椎名勇造（元ビードロ職人・10年前に作業場の火事で焼死） - 石立鉄男
- 笹岡靖彦（笹岡ハタ店 ハタ職人・勇造の親友） - 小野寺昭

第29作「郡上おどり殺人事件」（2001年）
- 須貝奈々子（旅館「水明館」仲居・冬美の妹・偽名「加藤」） - いしのようこ
- 広瀬忠彦（食品サンプル職人・奈々子の恋人） - 金山一彦
- 須貝冬美（5年前失踪） - 古川りか
- 斉藤（郡上八幡警察署 刑事） - デビット伊東
- 上野（郡上八幡警察署 刑事） - 河原崎建三
- 黒川和樹（喫茶店「ぺーぱーむーん」ウェイター） - 松永博史
- 水野政雄（アートギャラリー「遊童館」館長・造形作家） - 佐藤充宏
- （旅館「水明館」女将） - 永野路子
- （アートギャラリー「遊童館」アシスタント） - 田代恭子
- 大森（酒屋の若旦那） - 南雲勝郎
- 倉橋啓子（喫茶店「ぺーぱーむーん」経営者） - 真行寺君枝
- 三宅雅之（画家） - 京本政樹

第30作「エジプト・パピルス殺人事件」（2001年）
- 佐山香里（タペストリー職人） - 渡辺梓
- 三浦春子（タペストリー職人） - 未来貴子
- 高村久美子（高村の娘） - 中江有里
- 足立吾郎（古美術商） - 中原丈雄
- 大西次郎（研究員） - 川岡大次郎
- 吉井誠（アラバスタ作り職人・香里の恋人・1年前から行方不明） - 吉満涼太
- 竹下里美 - 久永さとみ
- ターメル（カイロ警察 刑事） - ターメル・エルサッバグ
- ムハマド（カイロ警察 刑事） - アムル・バダウィ
- 堀川不二夫（考古学者） - 本田博太郎
- 岡本秀雄（日本料理店「おかもと」経営者） - 梅津栄
- 高村信彦（高村工房 経営者） - 綿引勝彦

## スタッフ
- 制作 - 日本テレビ
- 原作 - 山村美紗（第1作・第4作）、木谷恭介（第2作・第3作）
- 企画 - 小坂敬（第1作 - 第6作）、長富忠裕（第7作 - 第25作）、酒井浩至（第26作 - 第30作）
- チーフプロデューサー - 重松修（第23作 - 第25作）、佐藤敦（第26作 - 第29作）、増田一穂（第30作）
- プロデューサー
  - 日本テレビ - 野末和夫（第1作 - 第22作）、前田伸一郎（第21作 - 第30作）
  - 大映テレビ - 野木小四郎、保坂博信（第1作）、近藤一男（第4作・第8作）、千原博司（第9作 - 第18作・第20作 - 第22作）、長坂淳子（第19作）
- 脚本 - 安本莞二（第1作 - 第13作・第23作・第25作）、米村正二（第13作）、宇都宮郁代（第14作・第15作・第17作）、佐藤茂（第16作・第18作 - 第21作）、小林弘利（第22作・第23作）、秦建日子（第24作・第26作・第27作）、いずみ玲（第28作・第29作）、酒井直行（第30作）
- 音楽 - 丸谷晴彦
- 監督補 - 合月勇（第1作）、中山博行（第8作・第9作・第11作）、宮坂清彦（第10作・第12作・第15作・第16作）、小島穹（第13作・第14作）、小島正道（第17作）、寺山彰男（第23作）
- 助監督 - 井原真治（第1作）、山田純生（第2作）、塚田俊也（第2作）、寺山彰男（第3作・第25作）、小島正道（第3作・第16作・第18作 - 第29作）、菅原和利（第4作・第7作）、古野克己（第4作）、中山博行（第5作）、田村孝蔵（第5作）、山崎俊司（第6作）、佐伯英二（第7作）、浜本正機（第8作）、水村秀雄（第9作 - 第12作）、木村尚（第12作）、森倉研弥（第13作）、田中祐巳子（第13作）、榎本高一（第14作・第22作）、芦野広忠（第14作）、末廣稔（第15作）、水内宏征（第16作・第26作）、島田晃（第17作 - 第19作）、松戸信樹（第17作）、吉田和弘（第18作・第19作・第24作）、山下学美（第20作・第21作）、御厨俊二（第20作 - 第22作）、佐藤さやか（第23作）、小島穹（第24作）、湯浅真（第25作・第26作・第28作・第29作）、宮坂清彦（第27作）、吉田昌史（第27作）、松浦本（第28作）、吉田正樹（第29作）、落合崇（第30作）、佐々木利男（第30作）、保母新之助（第30作）
- 監督 - 野村孝（第1作・第16作・第19作・第21作・第25作 - 第29作）、池広一夫（第2作・第10作・第17作・第18作）、恩地日出夫（第3作）、合月勇（第4作・第5作・第7作 - 第9作・第11作・第12作・第14作・第15作・第24作）、岡屋龍一（第6作・第13作）、南部英夫（第20作・第22作・第23作）、山田大樹（第30作）
- 製作・著作 - 大映テレビ

## 放送日程
| 話数 | 放送日         | サブタイトル               | 原作                           | 脚本              | 監督       | 視聴率 |
| ---- | -------------- | -------------------------- | ------------------------------ | ----------------- | ---------- | ------ |
| 1    | 1989年01月24日 | 小京都連続殺人事件         | 山村美紗『小京都連続殺人事件』 | 安本莞二          | 野村孝     | 18.8%  |
| 2    | 1990年07月10日 | 飛騨高山連続殺人事件       | 木谷恭介                       | 安本莞二          | 池広一夫   | 18.9%  |
| 3    | 1991年04月16日 | 津和野・萩殺人事件         | 木谷恭介『萩・西長門殺人事件』 | 安本莞二          | 恩地日出夫 | 17.1%  |
| 4    | 7月30日        | 京都山口殺人旅行           | 山村美紗『京都・山口殺人旅行』 | 安本莞二          | 合月勇     | 20.2%  |
| 5    | 1992年01月28日 | 奥飛騨三寺まいり殺人事件   | -                              | 安本莞二          | 合月勇     | 19.7%  |
| 6    | 7月07日        | 会津涙橋殺人事件           | -                              | 安本莞二          | 岡屋龍一   | 19.9%  |
| 7    | 12月01日       | 薩摩恋人形殺人事件         | -                              | 安本莞二          | 合月勇     | 17.9%  |
| 8    | 1993年04月13日 | 北海慕情殺人事件           | -                              | 安本莞二          | 合月勇     | 18.4%  |
| 9    | 9月07日        | 出雲路天女伝説殺人事件     | -                              | 安本莞二          | 合月勇     | 18.6%  |
| 10   | 12月07日       | 安芸奥の細道殺人事件       | -                              | 安本莞二          | 池広一夫   | 19.6%  |
| 11   | 1994年03月15日 | 伊予夢芝居殺人事件         | -                              | 安本莞二          | 合月勇     | 16.5%  |
| 12   | 7月19日        | みちのく酒田殺人事件       | -                              | 安本莞二          | 合月勇     | 18.0%  |
| 13   | 1995年01月03日 | 豊後路石仏殺人事件         | -                              | 安本莞二 米村正二 | 岡屋龍一   | 12.8%  |
| 14   | 3月28日        | 山陰但馬殺人事件           | -                              | 宇都宮郁代        | 合月勇     | 17.3%  |
| 15   | 9月26日        | 大和路くみひも殺人事件     | -                              | 宇都宮郁代        | 合月勇     | 19.2%  |
| 16   | 1996年01月30日 | みちのく角館殺人事件       | -                              | 佐藤茂            | 野村孝     | 19.6%  |
| 17   | 5月28日        | 肥前蛍の里殺人事件         | -                              | 宇都宮郁代        | 池広一夫   | 19.3%  |
| 18   | 8月27日        | 加賀百万石殺人事件         | -                              | 佐藤茂            | 池広一夫   | 23.5%  |
| 19   | 1997年01月07日 | 奥信濃殺人事件             | -                              | 佐藤茂            | 野村孝     | 17.7%  |
| 20   | 7月01日        | 肥後人吉殺人事件           | -                              | 佐藤茂            | 南部英夫   | 18.0%  |
| 21   | 10月21日       | 周防岩国殺人事件           | -                              | 佐藤茂            | 野村孝     | 17.0%  |
| 22   | 1998年02月24日 | 津軽弘前殺人事件           | -                              | 小林弘利          | 南部英夫   | 19.3%  |
| 23   | 8月25日        | 水郷柳川殺人事件           | -                              | 安本莞二 小林弘利 | 南部英夫   | 16.9%  |
| 24   | 11月10日       | 吉備津鳴釜殺人事件         | -                              | 秦建日子          | 合月勇     | 20.8%  |
| 25   | 1999年03月23日 | 越中落人伝説殺人事件       | -                              | 安本莞二          | 野村孝     | 15.0%  |
| 26   | 8月31日        | 豊後一子相伝殺人事件       | -                              | 秦建日子          | 野村孝     | 21.8%  |
| 27   | 2000年01月11日 | 奥州三代嫁姑殺人事件       | -                              | 秦建日子          | 野村孝     | 19.3%  |
| 28   | 8月15日        | 長崎ビードロ殺人事件       | -                              | いずみ玲          | 野村孝     | 15.9%  |
| 29   | 2001年01月16日 | 郡上おどり殺人事件         | -                              | いずみ玲          | 野村孝     | 19.8%  |
| 30   | 10月09日       | エジプト・パピルス殺人事件 | -                              | 酒井直行          | 山田大樹   | 18.2%  |

- 視聴率はビデオリサーチ調べ、関東地区・世帯

## パチンコ・パチスロ
- CR火曜サスペンス劇場（2013年、タイヨーエレック）
  - 小京都ミステリーシリーズから「安芸奥の細道殺人事件」「大和路くみひも殺人事件」「豊後一子相伝殺人事件」をモチーフに採用しているが、映像についてはパチンコ用に撮り直している[7]。
  - 2016年には、同じ作品をモチーフにした「パチスロ火曜サスペンス劇場」が発売された。

### 図柄
| 図柄 | 文字色 | 役名       | 人物       | 大当たりのラウンド数 |
| ---- | ------ | ---------- | ---------- | -------------------- |
| 1    | 赤     | 相楽リンダ |            | 12・確変             |
| 2    | 青     | 木津川五利 | 吉満寛人   | 12・単発             |
| 3    | 金     | 山本克也   | 船越英一郎 | 16・確変             |
| 4    | 青     | 与謝野清美 |            | 12・単発             |
| 5    | 赤     | 山村紅葉   | （本人役） | 12・確変             |
| 6    | 青     |            |            | 12・単発             |
| 7    | 金     | 柏木尚子   | 片平なぎさ | 16・確変             |
| 8    | 青     | 綾部秀雄   |            | 12・単発             |
| 9    | 赤     |            |            | 12・確変             |

- CR火曜サスペンス劇場 真相の扉〜22の過ち〜（2016年、タイヨーエレック）
  - パチンコ2作目の当機種では、「長崎ビードロ殺人事件」「郡上おどり殺人事件」「肥前蛍の里殺人事件」「津軽弘前殺人事件」がモチーフになっている。